# Syrian-Lebanese Women's Union
Syrian-Lebanese Women's Union (arabiska: al-Ittihad al-Nisa'i al-Suri al-Lubnani), även kallad Lebanese Women’s Union, Lebanese Arab Women’s Union respektive Syrian Arab Women's Union, var en kvinnoorganisation i Libanon och Syrien, grundad 1924. Den samordnade kvinnorörelsen i Franska mandatet för Syrien och Libanon 1924-1946. 

## Bakgrund och grundande
Både Syrien och Libanon var en region där kvinnorörelsen uppkom tidigast i Mellanöstern. Tanzimateran ledde från 1880-talet lett till uppkomsten av en kvinnopress, där kvinnliga författare diskuterade kvinnans ställning, och skolor för flickor grundades av västerländska missionärer. Under 1919-1920 spelade föreningen Nur al-Fayha en pionjärroll under Nazik al-Abid, som dock inte blev varaktig. 
Syrian-Lebanese Women's Union grundades av en grupp bildade kvinnor under ledning av Labibah Thabit, som valdes till ordförande. 
Den bildades informellt 1920-21, men bildades formellt 1924. 
Syftet var att förena och organisera Libanons och Syriens splittrade kvinnogrupper, föreningar och enskilda aktivister, främst nationalister och vänstergrupper. 
Den fungerade som en paraplyorganisation för 24 kvinnoföreningar i Libanon och Syrien, med avdelningar i Beirut, Damaskus, Tripoli, Hamah och Zahlah.  
Detta var under en tid när Syrien och Libanon var förenade i Franska mandatet för Syrien och Libanon. Unionen var en nationell men decentraliserad federation med mindre föreningar i Beirut och Damaskus.
År 1928 ombildades föreningen till Arab (Lebanese) Women’s Union eller Syrian Arab Women's Union (namnen användes i respektive land). 
Flera av regionens kvinnosakspionjärer fungerade som dess ordförande, bland dem Ibtihaj Qaddoura. Bland dess grundare fanns Nour Hamada, Adila Bayhum och Nazik al-Abid.

## Verksamhet

### Generellt
Det var en aktiv politisk förening och höll konferenser och föreningar om kvinnors rättigheter i Arabvärlden. Den deltog i 11th Conference of the International Woman Suffrage Alliance 1929. Föreningen stod värd för First Eastern Women's Congress 1930. 
Union höll ett halvt dussin konferenser mellan 1928 och 1935.
År 1944 deltog föreningen med representanter från både Syrien och Libanon på Arab Women's Congress of 1944 i Kairo; på kongressen togs resolutioner om att införa kvinnors rätt att rösta och väljas till ämbeten, att begränsa mäns missbruk av skilsmässa, motverka mäns polygami, höja äktenskapsåldern till 16, säkra utbildning för kvinnor och medicinsk vård för de fattiga.
Under Konferensen i Kairo i december 1944 föreslog Adila Bayyhum att kvinnor skulle få rösta på en viss utbildningsnivå; konferensen tog resolutioner som gjorde islamiska grupper upprörda, som kritiserade dem med orden: 
"rights demanded by women: divorce, suffrage, admission to state offices, abolition of polygamy etc.... [...] would lead to disastrous consequences for the muslim arab nation - corrupton, loss of energy and of patriotic spriti - and wll provoe a dire reaction in Syrian circles".
Kvinnorörelsen försvarade resolutionerna med hänvisning till arabnationalismens ideal om den patriotiska moderns bidrag till samhället.
År 1944 fick organisationen formellt namnet Syrian Arab Women’s Union och Lebanese Arab Women’s Union i respektive land.

### Libanon
Föreningens aktiviteter liksom kvinnorörelsen i stort hade i allmänhet större framgång och ett bättre mottagande i Libanon än i Syrien. 
Unionen höll sin första konferens i Beirut i april 1928 med 27 grupper. Föreningen besökte biblioteket, museet, hedrade poeten Warda Yazij, och kom överens om målen att använda arabiska språket i skolorna, lära arabisk historia, bilda fler flickskolor, rena bagerier, att höja giftermålsåldern till 17 år, att införa lika arv, motarbeta polygamin, och Noor Hamada tog upp frågan om fler rättigheter inom skilsmässa för kvinnor; konferensen avslutades med en bankett under värdskap av Nazik Abid. Anbara Salam förklarade att kraven inte var orimliga. Inga krav på rösträtt hade lagts fram:  kvinnorörelsen uppfattade nu rösträtten som ett för radikalt krav och inledde en ny policy om att främja sina krav genom att appellera till idén om patriotiskt moderskap inom nationalismen. 
Idén var att socialt moderskap var essentiellt för nationens välmåga och framgång.
Konferensen 1930 i Beirut tog ställning för obligatorisk grundutbildning, för jämlika äktenskap, kvinnors rätt att yrkesarbeta och lika lön, och mot prostitution.
I Libanon mottogs resolutionerna från 1944 års kongress bättre än i Syrien, och premiärministern lovade att gå över resolutionerna.

### Syrien
Se även: Arab Women's Union in Damascus
Dawhat al-adab grundades som förening 1928 av Adila Bayyhum al-Jaziri. Föreningen Dawhat al-adab (Tree of Social Graces), grundade en skola i Damaskus 1931, ett dagis, en skola med både grundskola och sekundärskola.
På 1930 års First Eastern Women's Congress under ledning av Hamada togs resolutioner om en äktenskapsreform, rätten till utbildning, stöd för kvinnors hemindustri, för att gynna mödrar för nationens väl och på det sättet uppnå medborgarskap: 
"What is required for women to progress is that they become perfectly educated; this education is necessary for women as much as for children.... Nothing more than ignorance blocks progress and the happiness of men and women. When women know how to raise children, they can demand from men their rights and taken them in hand", och begära rösträtten genom att bidra till social framgång.
Om 1930 års First Eastern Women's Congress sade en delegat: 
"rumours everywhere that the goals of it were a revolt agains the veil, demands for rights, and a call for war against men. The conference, I assure you, did not seek anything of the sort. Our conferens was social more than feminist. We limited our discussions to the conditions of society and the family only".
I 1930 Syrian constitution inkluderades obligatorisk grundutbildning för flickor, troligen på grund av krav från kvinnorörelsen.
Arab Women's Union in Damascus grundades 1933 genom att flera kvinnoföreningar gick samman under en paraplyorganisation, som sedan valde Adila Bayyhum till sin ordförande. Föreningen ägnade sig åt hjälpverksamhet under bombningarna 1945, sydde kläder åt soldater, gjorde insamlingar palestinska flyktingar 1948.
Slöjfrågan politiserades efter 1928, när bildade nationalister och överklassen i allmänhet stödde avbeslöjning; nyhetstidningar gynnade av överklassen stödde avbeslöjning och det syriska parlamentet öppnade 1933 i närvaro av obeslöjade kvinnor som inbjudits till galleriet av nationalister. 
Som reaktion bildades League of Modesty av konservativa kvinnor för att stödja slöjan 1934: dess medlemmar patrullerade gatorna i vita skynken och attackerade obeslöjade kvinnor med sax och flaskor med syra.
I februari 1935 hölls en kvinnokonferens i Damaskus med europeiska deltagare, där Mary Ajami förklarade att österns feminister skulle befria sig med hjälp av islam, som egentligen godkände kvinnors rättigheter, snarare än att imitera Väst, eftersom Muhammed endast tvingade sina hustrur att bära slöja och ingen annan; när en holländsk delegat uppmanade kvinnorna att ta avstånd från slöjan som en symbol för manligt förtryck, blev dock stämningen - trots att 500 av de muslimska delegaterna var obeslöjade - så upprörd att hon råddes ta tillbaka sina ord av sin tolk.
Krisen 1928 hade gjort att feminism hade associerats med Väst, och Mary Ajami sade på 1935 års konferens att österns kvinnor ville välja de goda sidorna ur den västerländska kulturen snarare än imitera den.
Under den internationella kvinnokonferensen i Istanbul 1935 var nästan alla delegater obeslöjade utom de från Syrien och Libanon, där slöjfrågan då var starkt känslig.
Islamistgruppen al-gharra krävde huvud-till-tå-täckande kläder för alla kvinnor, medan den franska pressen fördömde de som gjorde obeslöjade kvinnor rädda att gå utomhus i rädsla för repressalier.
Syriens deltagande i kongressen 1944 blev starkt kontroversiellt: syriska islamistgrupper betraktade kongressens resolutioner som ett manifest mot den arabiska nationen, och på fredagspredikan i Umayyadmosken i Damaskus fördömdes Syrien för att ha tillåtit deltagande i kongressen.

## Upplösning
Föreningen upphörde 1946, när Syrien och Libanon splittrades i två. 

### Libanon
I Libanon splittrades föreningen i Women’s Union led under Ibtihaj Qaddoura och Lebanese Women Solidarity Association under Laure Thabet, vilka år 1952 förenades och bildade Lebanese Council for Women.

### Syrien
Mellan 1958 och 1961 drev Women's Union en kampanj för reform av den personliga statuslagen och för kvinnors arbete genom jordbruk och handarbete.
I Syrien förenades kvinnoföreningarna år 1967 i General Union of Syrian Women.